# Alsóregmec
Alsóregmec ist eine ungarische Gemeinde im Kreis Sátoraljaújhely im Komitat Borsod-Abaúj-Zemplén. Gut ein Drittel der Bewohner gehört zur slowakischen Volksgruppe.

## Geografische Lage
Alsóregmec liegt in Nordungarn, 73 Kilometer nordöstlich des Komitatssitzes Miskolc und 8 Kilometer nordwestlich der Kreisstadt Sátoraljaújhely unmittelbar an der Grenze zur Slowakei. Nachbargemeinden sind Mikóháza, Felsőregmec und Széphalom, ein Ortsteil der Stadt Sátoraljaújhely. Jenseits der Grenze liegt der slowakische Ort Čerhov.

## Geschichte
Im Jahr 1907 gab es in der damaligen Kleingemeinde 72 Häuser und 497 Einwohner auf einer Fläche von 2509 Katastraljochen. Sie gehörte zu dieser Zeit zum Bezirk Sátoraljaújhely im Komitat Zemplén.

## Sehenswürdigkeiten
- Griechisch-katholische Kirche Urunk Mennybemenetele, erbaut 1931
- Kazinczy-Denkmal

## Verkehr
Durch Alsóregmec verläuft die Nebenstraße Nr. 37129. Es bestehen Busverbindungen nach Felsőregmec, Pálháza sowie nach Sátoraljaújhely, wo sich der nächstgelegene Bahnhof befindet.